# Het Dambord

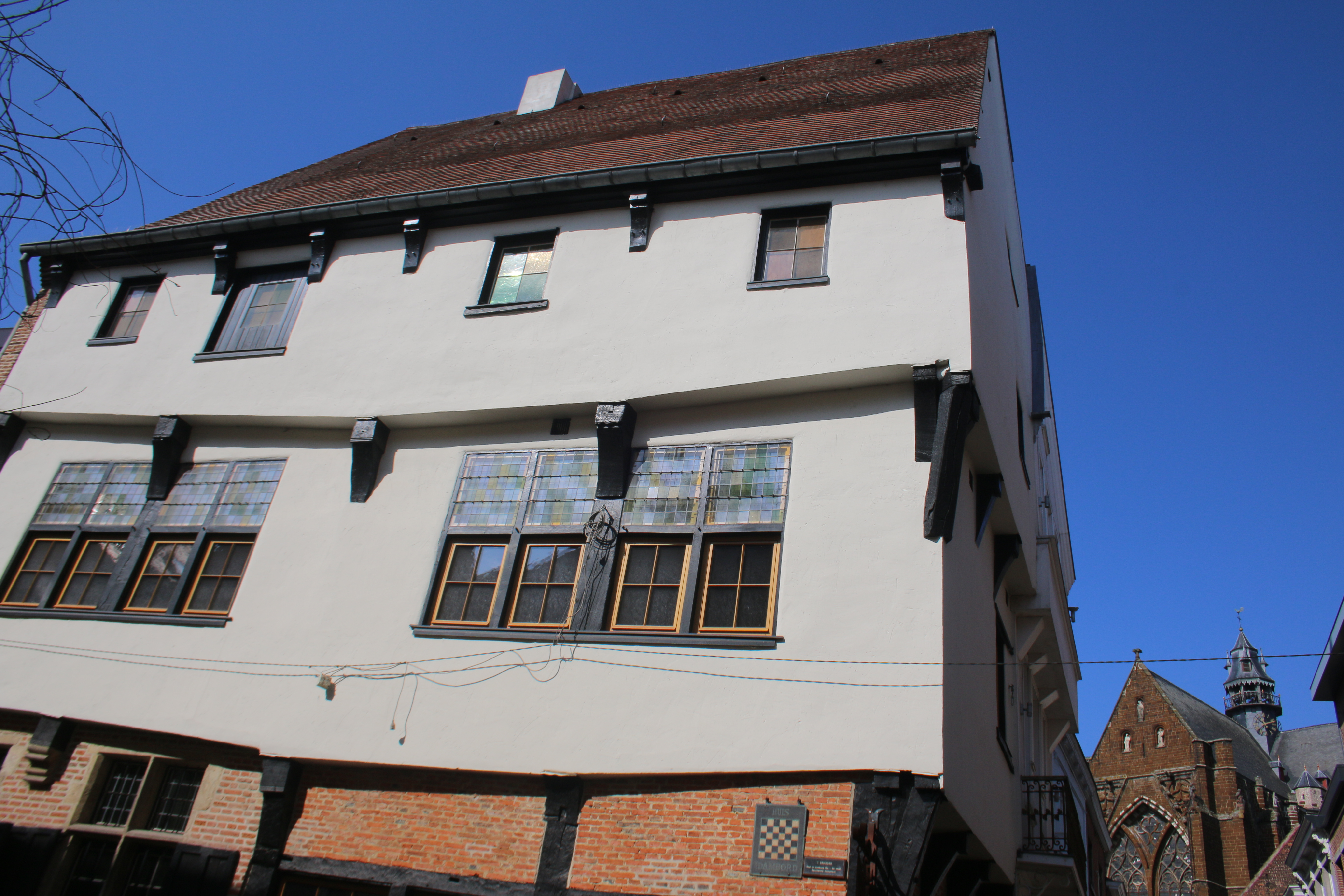

Het Dambord is een laatmiddeleeuwse hoekwoning aan de Ketelstraat en de Schotelstraat in het Belgische Diest. Het hoekhuis in hout- en leembouw (vakwerkbouw) dateert uit de vijftiende en zestiende eeuw. Op de stenen benedenverdieping staan uitkragende verdiepingen, die op geprofileerde kraagstukken van hout steunen. De naam van het gebouw verwijst naar een ingewerkte afbeelding in dambordvorm boven de deur. Het Dambord was vroeger één gebouw maar werd later onderverdeeld in verschillende huizen. Sinds 1943 is het als monument beschermd.

## Afbeeldingen

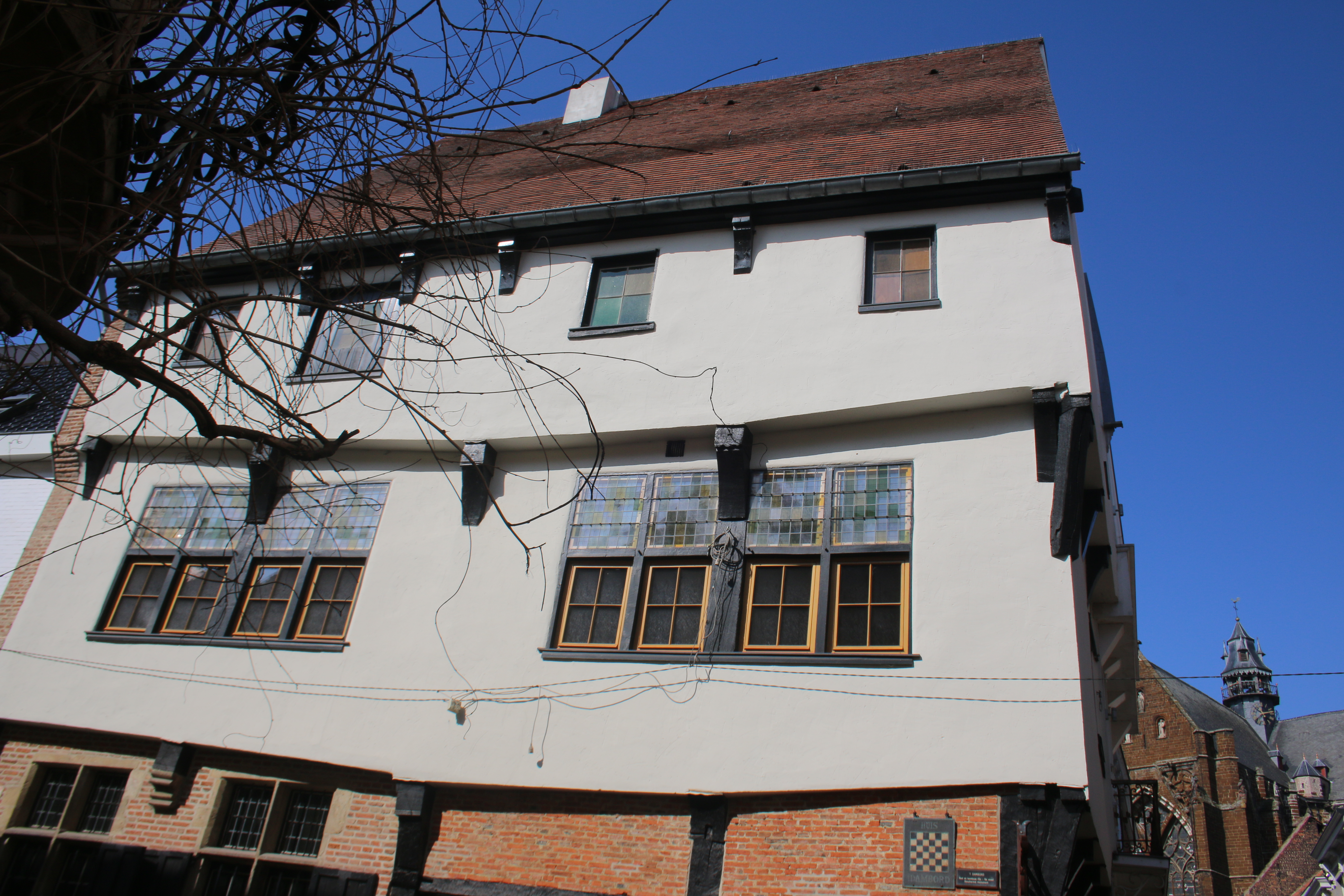
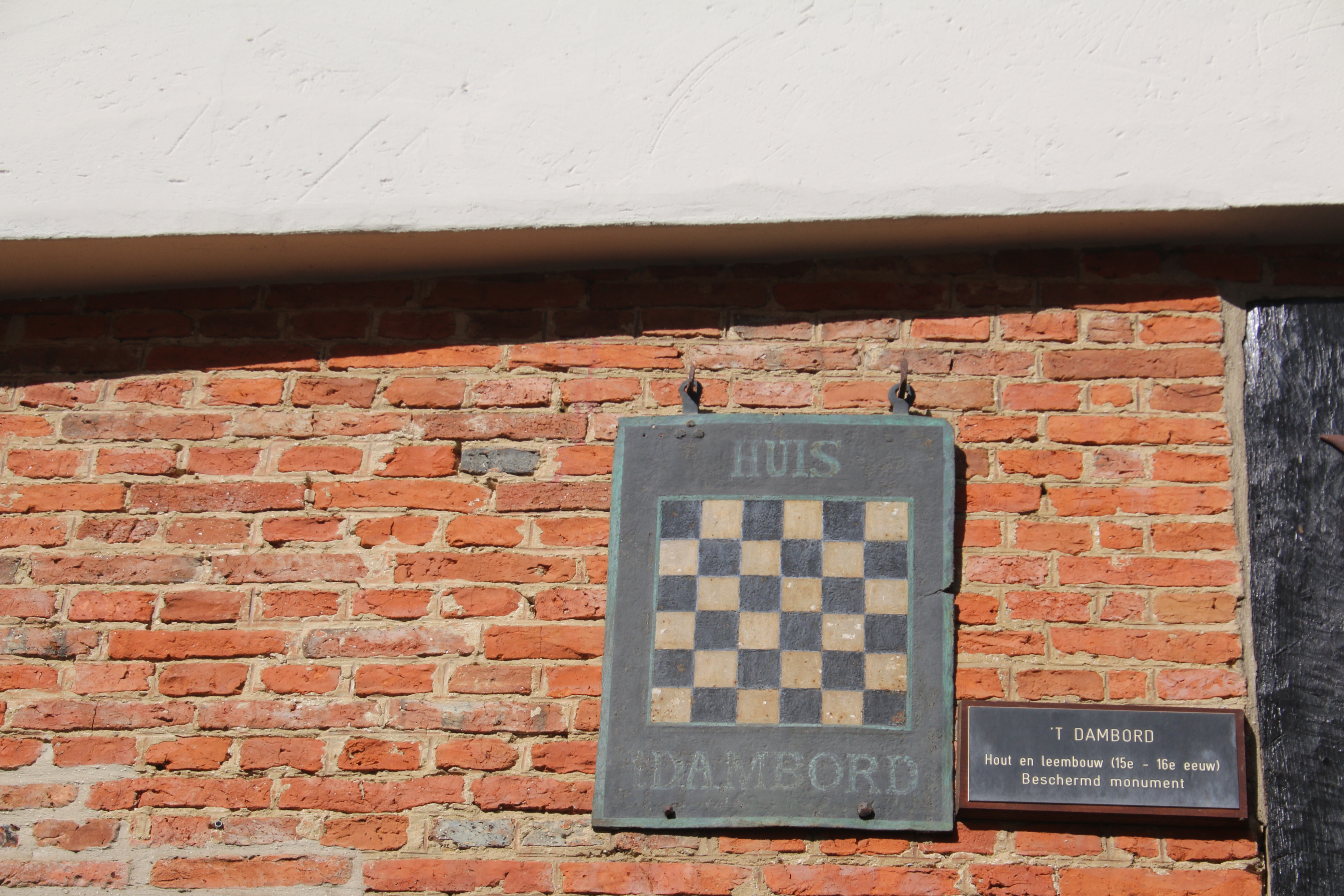
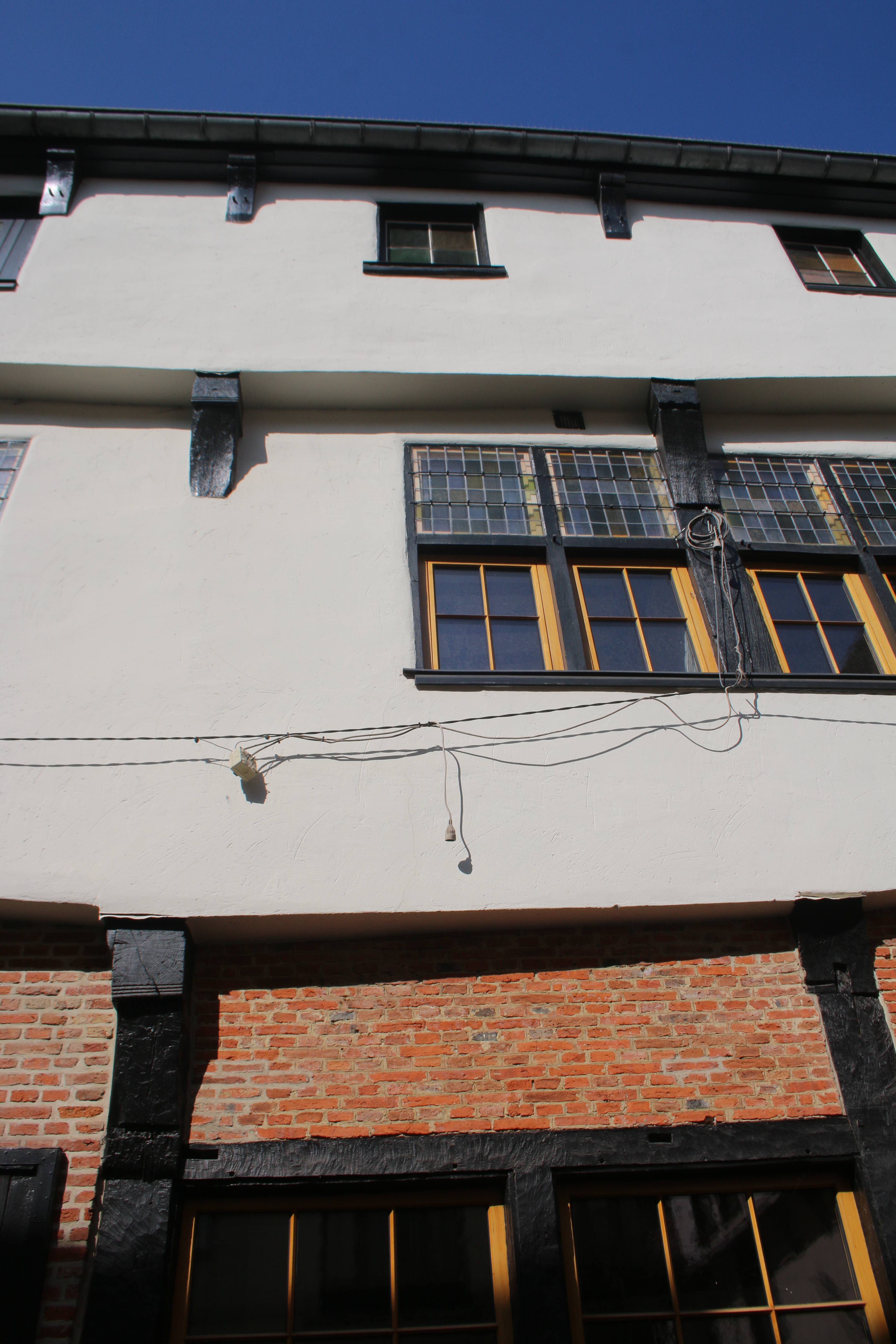